# 16 trets
16 trets (originalment en anglès: 16 Shots) és un documental sobre l'assassinat, a mans de la policia, de Laquan McDonald, un noi negre de disset anys a Chicago el 2014. Escrit i dirigit per Richard Rowley, és una versió actualitzada i ampliada de la pel·lícula de 2018 The Blue Wall. Va tenir una estrena limitada a les sales de cinema el 7 de juny de 2019 i va estar disponible a Showtime el 14 de juny de 2019. Es va llançar en DVD el 4 d'agost de 2020.
16 trets va guanyar un premi Emmy de notícia i documental al millor documental d'investigació, i un premi honorífic de l'Acadèmia de la Televisió, a banda de ser nominat per a un premi Peabody. El 6 de desembre de 2021 es va estrenar el doblatge en català a TV3.